# BTOB
BTOB (Би-ту-би, ['biː.tuː.biː], кор. 비투비; акроним от Born to Beat) — южнокорейский бойз-бэнд, сформированная компанией Cube Entertainment в 2012 году. Группа состоит из 6 участников: Ынкван, Минхёк, Чансоб, Хёншик, Пэниэль, Сончжэ. Бывший участник: Ильхун. Группа дебютировала 21 марта 2012, с песней «Insane» и «Imagine» на музыкальной программе M Countdown. Первый мини-альбом был выпущен 3 апреля 2012. В ноябре 2014 года они дебютировали в Японии с песней «Wow».
С момента дебюта группы в 2012 году они получили множество наград, в том числе 30-ю награду Golden Disk Awards за лучшую вокальную группу в 2016 году, 2017 Melon Music Awards Top 10 Bonsang и 25-ю премию Seoul Music Awards Ballad Award в 2018 году. Пять их альбомов возглавили альбомный чарт Gaon, а девять синглов вошли в десятку лучших национальных цифровых чартов Gaon.
6 ноября 2023 года BTOB покинули Cube Entertainment.

## История

### Пре-дебют
Группа была образована компанией Cube Entertainment. С самого начала было заявлено, что Со Ын Кван, Ли Мин Хек, Им Хен Шик, Чон Иль Хун и Ли Мин У были в списке первоначальных участников, которые ожидают дебюта под именем «BtoB». Они появились в ситкоме JTBC «Я живу в Чхондам-Доне» как начинающий бойз-бэнд, готовящийся к своему дебюту. Однако Ли Мину ушел из подтвержденных участников после их первого появления в ситкоме, и тот факт, что он не дебютировал с BtoB, расстроил многих фанатов. 23 марта 2012 года Cube Entertainment разъяснили, что у Мину были проблемы со здоровьем, в результате чего он не смог влиться в группу. Вдобавок ко всему, он все еще был бы стажером под руководством Cube. Если бы он восстановился, у него все равно был бы шанс дебютировать. Было подтверждено, что Мину дебютирует в качестве участника C-Clown (сценический псевдоним T.K.) в Yedang Entertainment.

### 2020–2021: Военная служба, BtoB 4U, уход Ильхуна,Kingdom: Legendary Warи4U: Outside
7 апреля 2020 года Ынкван был официально выписан в соответствии с протоколами в результате пандемии COVID-19. Хеншик и Сонджэ поступили на службу 11 мая, а Ильхун поступил на службу 28 мая. Чансоб был официально уволен 21 августа, за ним последовал Минхек 12 сентября. Они были выписаны раньше из-за действующего протокола COVID-19. 27 октября Ынкван, Минхек, Чансоб и Пениэль объявили, что они сформировали юнит под названием BtoB 4U. Юнит дебютировал 16 ноября. 31 декабря Cube Entertainment объявили, что Ильхун покинет BtoB после того, как его обвинили в употреблении марихуаны. Он находился под следствием Столичного полицейского управления Сеула за приобретение и употребление марихуаны в предыдущие годы, а также был обвинен в нарушении закона о контроле над наркотиками. Затем группа продолжила бы свою совместную деятельность как группа из шести человек.
Состав BtoB в составе четырех человек участвовал в Kingdom: Legendary War, в шоу на выживание вместе с пятью другими K-pop мужскими группами, с апреля по июнь. 30 августа BtoB выпустили специальный альбом 4U: Outside, с «Outsider» в качестве ведущего сингла. 27 октября BtoB выпустили специальный японский мини-альбом Outsider. Хеншик и Сонджэ были уволены из армии 14 ноября, завершив военную службу BtoB. 18 ноября BtoB посетили шоу BtoB Kiss the Radio, которое вел участник группы Минхек, отметив свое первое выступление в полном составе за три года.

### 2022–н.в:Be Together
21 февраля 2022 года BtoB впервые вернулись в полном составе из шести человек со своим третьим студийным альбомом Be Together с заглавным треком «The Song», написанным участником группы Хеншиком. Альбом имел успех в чартах, даже би-сайды занимали высокие позиции. С Be Together BtoB также побили свой собственный рекорд продаж за первую неделю 2018 года и собрали более миллиона в общем объеме продаж альбомов. «The Song» одержала две победы в музыкальных шоу Show Champion и M Countdown 2 и 3 марта соответственно. Предполагалось, что группа проведет свой 10-й юбилейный концерт в марте 2022 года. Из-за того, что несколько участников группы получили положительные результаты на COVID-19 за неделю до концерта, трехдневный концерт был перенесен на пока неизвестную более позднюю дату. В ноябре  было объявлено, что BTOB проведут 10-й юбилейный концерт «Be Together» 30-31 декабря и 1 января 2023 года.
В феврале 2023 года Cube Entertainment опубликовала тизерный постер 5-й встречи фанатов официального фан-клуба BTOB «Melody Company Training», которая состоится 18 и 19 марта на гандбольном стадионе Olympic Park SK. Он также прошел онлайн.
2 мая BtoB вернулись со своим 12-м мини-альбомом Wind and Wish.

## Состав
| Псевдоним | Настоящее имя | Дата рождения | Позиция в группе                                    |
| --------- | ------------- | ------------- | --------------------------------------------------- |
| Ын Кван   | Со Ын Кван    | 22.11.1990    | Лидер, главный вокалист                             |
| Мин Хек   | Ли Мин Хек    | 29.11.1990    | Ведущий рэпер, ведущий танцор, саб-вокалист, вижуал |
| Чансоб    | Ли Чан Соб    | 26.02.1991    | Ведущий вокалист                                    |
| Хён Шик   | Им Хён Шик    | 07.03.1992    | Главный танцор, ведущий вокалист                    |
| Пэниэль   | Син Дон Гын   | 10.03.1993    | Ведущий танцор, саб-рэпер                           |
| Сончжэ    | Юк Сон Чжэ    | 02.05.1995    | Ведущий вокалист, лицо группы, макнэ                |

## Саб-юниты

### BtoB Blue
В сентябре 2016 года BtoB представили свой первый саб-юнит, BtoB Blue (кор. 비투비 블루). В состав группы входят вокалисты Ынкван, Чансоб, Хёншик и Сончжэ. BtoB Blue выпустили цифровой сингл «Stand By Me» (кор. 내 곁에 서 있어 줘) 19 сентября 2016 года.

### BtoB 4U
В октябре 2020 года BtoB представили свою вторую подгруппу, BtoB 4U (кор. 비투비 포유), состоящую из активных участников группы: Ынквана, Минхёка, Чансоба и Пениэля. Минхёк объяснил, что это название означает «Для тебя», а также указывает на то, что в подгруппе четыре участника. Они дебютировали со своим первым мини-альбомом Inside с заглавным треком «Show Your Love» 16 ноября 2020 года.

## Дискография
| Корейские Студийные альбомы Complete (2015) Brother Act. (2017) Be together. (2022) Мини-альбомы Born to Beat (2012) Press Play (2012) Thriller (2013) Beep Beep (2014) Move (2014) The Winter's Tale (2014) I Mean (2015) Remember That (2016) New Men (2016) Feel'eM (2017) This Is Us (2018) Wind and Wish (2023) | - Outsider (2021) |

## Фильмография

### Реалити-шоу
| Год       | Название                           | Телеканал                       | Примечание |
| --------- | ---------------------------------- | ------------------------------- | ---------- |
| 2012      | Amazon (Idol Master Zone)          | Mnet                            |            |
| 2012      | BtoB MTV Diary                     | SBS MTV                         |            |
| 2012–2013 | Sik's Sense                        | YouTube, Naver Starcast         |            |
| 2012–2013 | BtoB's B+ Diary                    | SBS MTV                         |            |
| 2013      | Manager Self Camera (MSC, 1 сезон) | YouTube, Naver Starcast         |            |
| 2014      | BLACK BOX (MSC Season 2)           | YouTube, Naver Starcast         |            |
| 2014      | BtoB's Cool Men                    | SBS MTV                         |            |
| 2014–2015 | The Beat                           | YouTube, Naver Starcast, V Live |            |
| 2016      | The Beat Extra                     | YouTube, V Live                 |            |
| 2016–н.в  | BEATCOM                            | YouTube, V Live                 |            |
| 2021      | Kingdom: Legendary War             | Mnet                            | 4-е место  |
| 2017      | BtoB: Conti-NEW                    | V Live CH+                      |            |
| 2022      | Born TO BTOB                       | U+IdolLive                      |            |
| 2022      | BTOB 3 Meals                       | YouTube                         |            |

## Концерты и туры

### Туры
- BtoB Zepp Tour 2016 B-Loved (2016)
- BtoB Zepp Tour BtoB Time Japan (2017)

### Хэдлайнеры
- Happy Summer Vacation with BtoB (2014)
- 1st concert: Hello Melody (2014–2015)
- 1st solo concert: 'The Secret Diary' (2015)
- 2nd concert: Born to Beat Time (2015–2016)
- Born To Beat Time ~ Encore (2016)
- 3rd concert: BtoB Time (2017)
- 4th concert: BtoB Time – Our Concert (2017–2018)
- 5th Concert: BtoB Time – This Is Us (2018)
- 6th Concert: BtoB Time – Be Together (2022)

### Концерты I'll Be Your Melody
- Be Your Melody (2015)
- You and Me, Memories of Spring (2016)
- Like A Movie (2017)
- Missing Melody (2018)
- Can't Live Without Melody (2018)